# Smaragdgrün (Film)
Smaragdgrün ist nach Rubinrot und Saphirblau der dritte und somit abschließende Teil der „Edelsteintrilogie“. Der Film hatte am 7. Juli 2016 Premiere in den deutschen Kinos. Die Hauptrollen besetzen, wie in den vorherigen Teilen, Maria Ehrich und Jannis Niewöhner. Weitere Rollen werden u. a. von Josefine Preuß, Florian Bartholomäi, Laura Berlin und Katharina Thalbach gespielt.

## Handlung
Der 16. Geburtstag von Gwendolyn Shepherd („Gwen“) offenbarte ihr mehr Geheimnisse und Überraschungen, als ihr lieb war. An diesem Tag aktivierte sich erstmals ihr Zeitreise-Gen, das sie einige Stunden täglich in die Vergangenheit springen lässt. Seither muss sie mit der mysteriösen Geheimloge des Grafen von St. Germain zusammenarbeiten, die sie als zwölfter und letzter der Zeitreisenden „Rubin“ oder Rabe nennt, um mithilfe eines Apparates, dem „Chronografen“, kontrollierte Zeitsprünge zu vollziehen. Dort wurde ihr nur Misstrauen entgegengebracht, besonders als sich herausstellte, dass ihre leiblichen Eltern die abtrünnigen Zeitreisenden Lucy und Paul, genannt „Saphir“ und „Turmalin“, waren, die den 2. Chronografen stahlen und sich in der Vergangenheit versteckt hielten. 
Bei den Missionen zu den früheren Genträgern wird sie ständig von Gideon de Villiers, dem männlichen Zeitreisenden ihrer Generation, begleitet. Um die vielen lebensbedrohlichen Situationen zu meistern, lernten sie, einander zu vertrauen, und letztendlich verliebten sie sich. Doch als Gwendolyn vom Grafen St. Germain erfährt, Gideons Gefühle für sie seien nur auf sein Geheiß vorgespielt, ist sie zutiefst verletzt.
Gwendolyn hat mittlerweile den Kontakt zur Loge abgebrochen, nur ihre beste Freundin Leslie, ihre Großtante Maddy und der Butler Mr. Bernhard wissen, dass sie mithilfe des zweiten Chronografen, den sie und Leslie zwischen den Wänden ihres Hauses gefunden haben, täglich ihre Eltern im vorherigen Jahrhundert aufsucht. Lucy und Paul haben viele Hinweise gesammelt, die darauf hindeuten, dass die Loge, insbesondere der Graf, weniger gemeinnützige Ziele verfolgt. 
Gideon hingegen studiert die Memoiren des Grafen St. Germain, die ihm Paul unter der Bedingung anvertraut hat, Gwen zu schützen. Die schwer zu deutenden Prophezeiungen weisen darauf hin, dass Gwens Liebe zu ihm zu ihrem Tod führen wird.
Das kurz bevorstehende Ereignis, die Gewinnung des lang ersehnten Heilmittels durch die Vereinigung des Blutes aller Genträger, die im Chronografen eingelesen werden, veranlasst Mr. Whitman, sich selbst als Logenmeister einzusetzen und unbequemes Personal wie Mr. George und Mrs. Smith loszuwerden. Die Kontaktpersonen in allen nationalen und internationalen Institutionen, Unternehmen und Geheimdiensten werden aktiviert, um den großen Plan umsetzen zu können. 
Gwens Cousine Charlotte fühlt sich trotz der großen Enttäuschung, nicht die auserwählte Zeitreisende zu sein, der Loge immer noch verpflichtet und meldet ihren Verdacht, dass Gwendolyn den zweiten Chronografen heimlich benutzt. Doch nachdem die Wächter der Loge nicht nur Gwens Zimmer durchwühlt haben, sondern auch in Gideons Wohnung eingebrochen sind und dabei seinen jüngeren Bruder Raphael niedergeschlagen haben, stellt sie sich selbst und die höheren Ziele der Loge in Frage. Mr. Bernhard, der sich als Gwens Neffe herausstellt, hat den Chronografen rechtzeitig versteckt, aber da sich Gwen nun unmittelbar in Gefahr befindet, bringt er sie mit dem Gerät in ein sicheres Versteck, in das Cottage von Lucy und Paul.
Gideon wird von der Loge beauftragt, dem Grafen St. Germain in der Vergangenheit eine Nachricht zu überbringen, somit erfährt der Graf von den neuen Entwicklungen und lässt Gideon umgehend einsperren. Als Gideon gefesselt zurück in die Gegenwart springt, erwartet ihn Mr. Whitman und zeichnet ein Video für Gwen auf, um sein Leben gegen den zweiten Chronografen einzutauschen, denn diesem Apparat fehlt nur noch Gideons Blut zur Gewinnung des mystischen Heilmittels. Gwen, die weiterhin täglich ihre Eltern in der Vergangenheit besucht, heckt mit ihnen einen Plan aus, wie sie Gideons Leben retten und gleichzeitig die drohende Weltherrschaft der Loge verhindern kann.
Sie geht auf die Bedingungen der Übergabe ein, die im Jahr 1786 während der „Bonfire Night“ im Hause des Grafen stattfinden soll. Da sie mittlerweile Charlotte vertrauen kann, beauftragt Gwen ihre Cousine, Gideon in seinem Gefängnis zu besuchen und ihm heimlich den Schlüssel zuzustecken, damit er in der besagten Nacht fliehen und ihr zu Hilfe eilen kann. Der Plan geht nur bedingt auf, denn Gideon kann vor seiner Flucht nicht verhindern, dass ihm der Graf Blut abnimmt. Auch sein rechtzeitiges Erscheinen am Übergabeort kann das Herstellen des Allheilmittels, das in Wahrheit Unsterblichkeit verleiht, nicht verhindern. Gwen und Gideon werden getötet, der Graf nimmt das Serum ein, verwandelt sich in sein jüngeres Ich und gibt in der Gegenwart seine Tarnung als Mr. Whitman auf. Die toten Körper des Liebespaares lässt er in seiner Siegessicherheit nicht entsorgen, sie werden von Mr. Bernhard, Charlotte und Raphael weggebracht.
Doch Gwen erwacht wieder zum Leben, sie scheint als Kind zweier Genträger unsterblich zu sein. Sie kann und will den Tod von Gideon nicht akzeptieren. In ihrem großen Kummer sehnt sie sich zu ihren Eltern zurück und entdeckt dabei, dass sie auch ohne Chronografen gezielte Zeitsprünge unternehmen kann. Es entsteht in ihr ein neuer Lebensmut und sie ist fest entschlossen, um Gideon zu kämpfen. Viel besser vorbereitet und in Krav Maga ausgebildet reist sie erneut in die Bonfire Night und kann schließlich den Grafen überwältigen und die Verletzungen von Gideon mit dem entstandenen Elixier, dem unsterblich machenden Stein der Weisen, heilen.
In einem Café der 1920er Jahre trinkt sie diese von ihr gerettete Tinktur und wird dadurch sterblich.

## Dreharbeiten
Die Dreharbeiten zum Film Smaragdgrün fanden vom 14. April bis zum 11. Juni 2015 in Aachen, Jülich, Nordkirchen, Mühlhausen/Thüringen, Eisenach, Coburg, Bayreuth und Schottland statt.

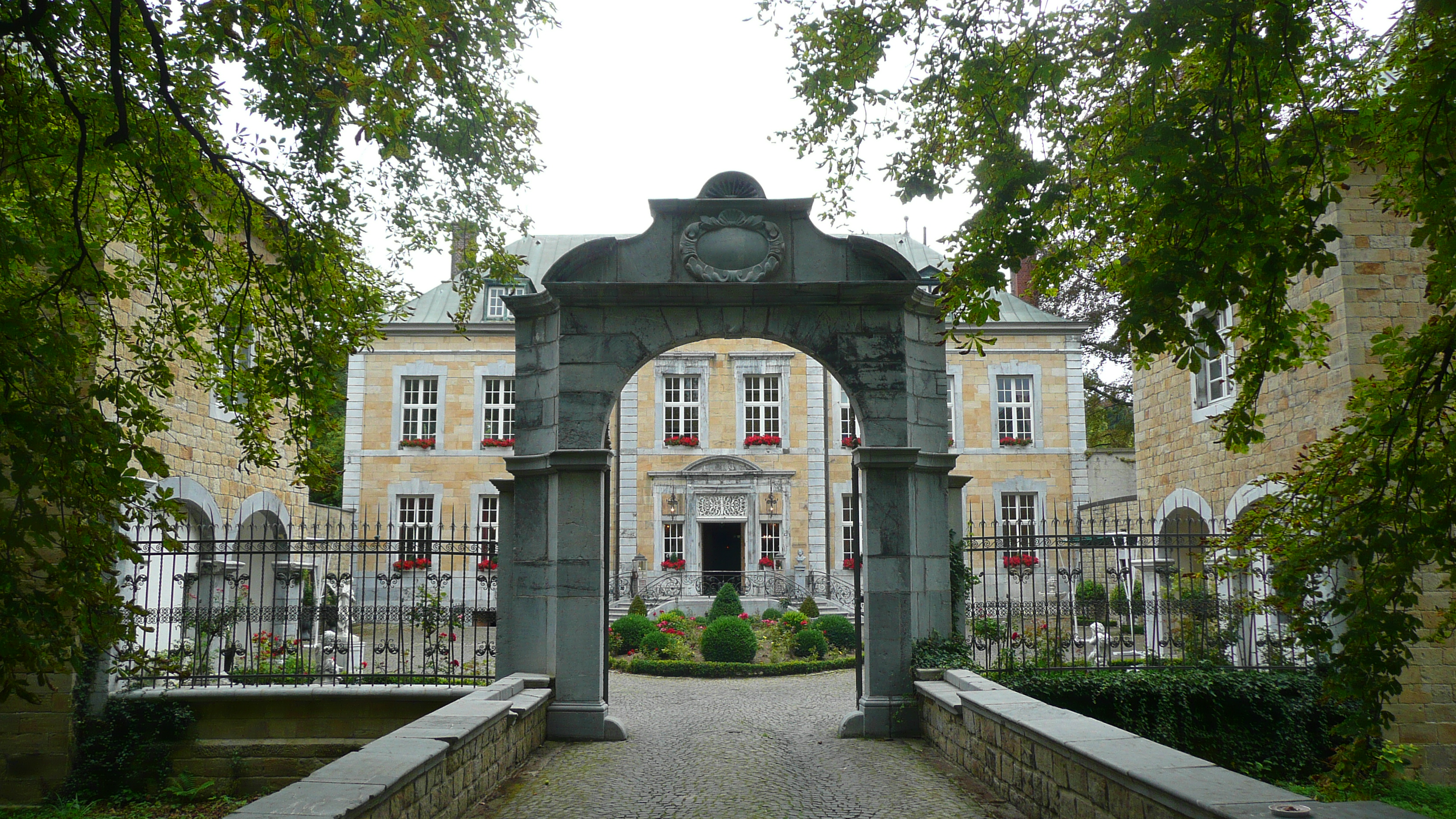
Kupferhof Rosenthal
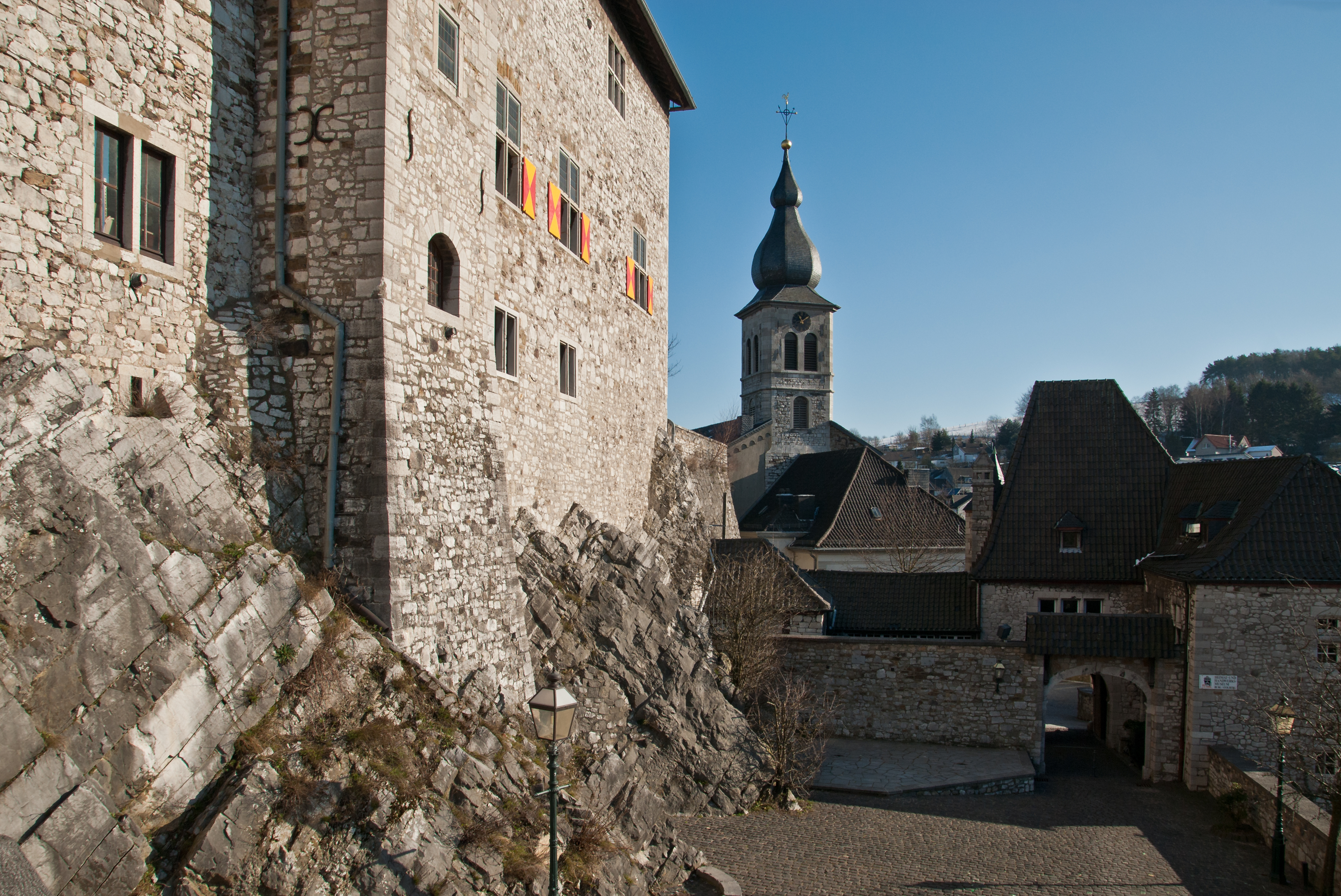
Burg Stolberg (Rheinland)
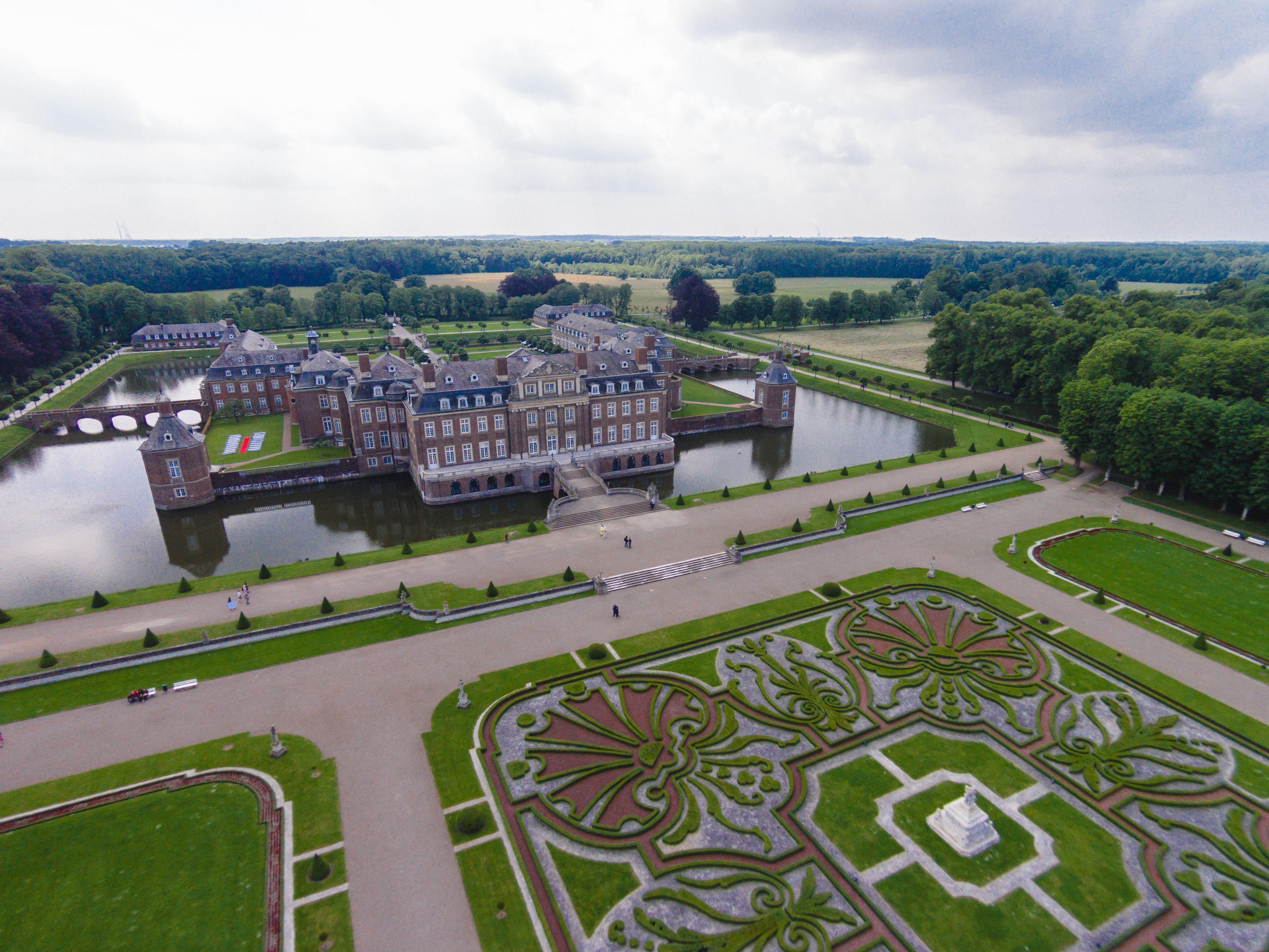
Schloss Nordkirchen

Vor allem in der Städteregion Aachen suchte man nach geeigneten Motiven, die zur angelsächsischen Architektur aus verschiedenen Epochen passten, da die Zuschussgelder der Film- und Medienstiftung NRW auch als Wirtschaftsförderung für Nordrhein-Westfalen angedacht waren. In Stolberg-Breinig funktionierte man ein Natursteinhaus in der Stockemer Straße zum schottischen Cottage von Lucy und Paul um, der Kupferhof Rosenthal war erneut Drehort, diesmal entstand im Ballsaal die Charleston-Szene des Jahres 1925, und im Luciaweg an der Stolberger Burg entstanden einige Straßenszenen in der Bonfire Night und die Begegnung mit Shakespeare. In Aachen selbst drehte man im Kaiser-Karls-Gymnasium die Innenaufnahmen der Highschool-Szenen und die Treppe des AachenMünchener-Direktionsgebäude stellte die moderne City of London dar. Wegen des großen logistischen Aufwands verzichtete man diesmal auf Dreharbeiten im Aachener Domhof. Jedoch wurden die Szenen in den Geheimgängen und im Kerker der Loge wie in den beiden Teilen zuvor in den Kasematten der Zitadelle Jülich aufgenommen. Das Schloss Nordkirchen im Münsterland hatte man für diesen Teil der Trilogie als St. Lennox High School bzw. als Anwesen von Lord Pimplebottom ausgewählt, denn einerseits stand das Schloss Ehrenburg wegen Renovierungsarbeiten nicht zur Verfügung und andererseits bot die barocke Parkanlage geeignete Motive für die Tag- und Nachtaufnahmen im Schlossgarten.
In Thüringen kehrte man zu bewährten Drehorten zurück, um Szenen innerhalb der Wächterloge zu filmen. Die Alte Kanzlei des Mühlhäuser Rathauses wurde diesmal zu Mr. Whitmans Büro bzw. Gwendolins Garderobe umgestaltet und der Festsaal der Wartburg stellte erneut den Zeremoniensaal der Loge dar.

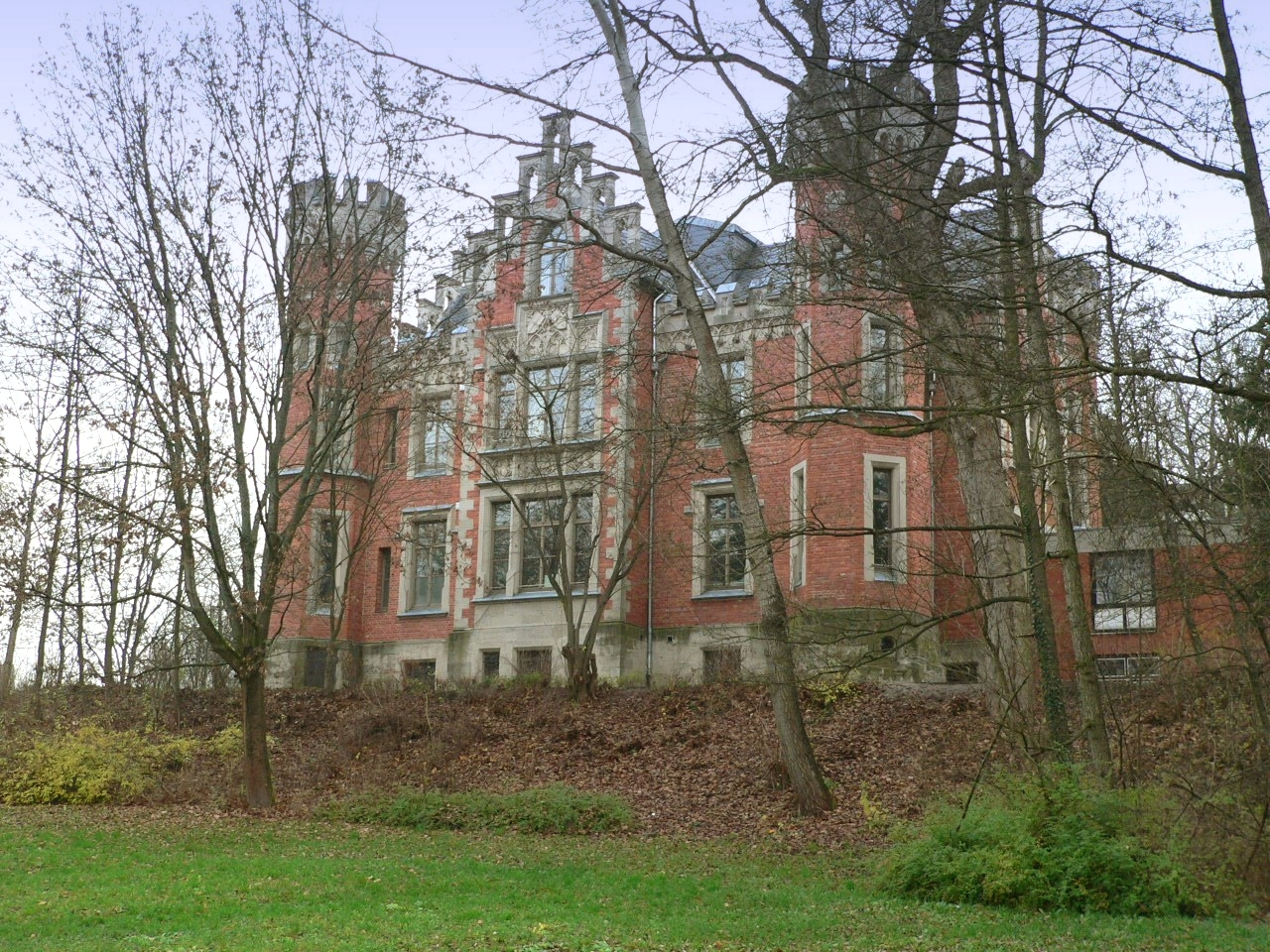
Schloss Ketschendorf in Coburg
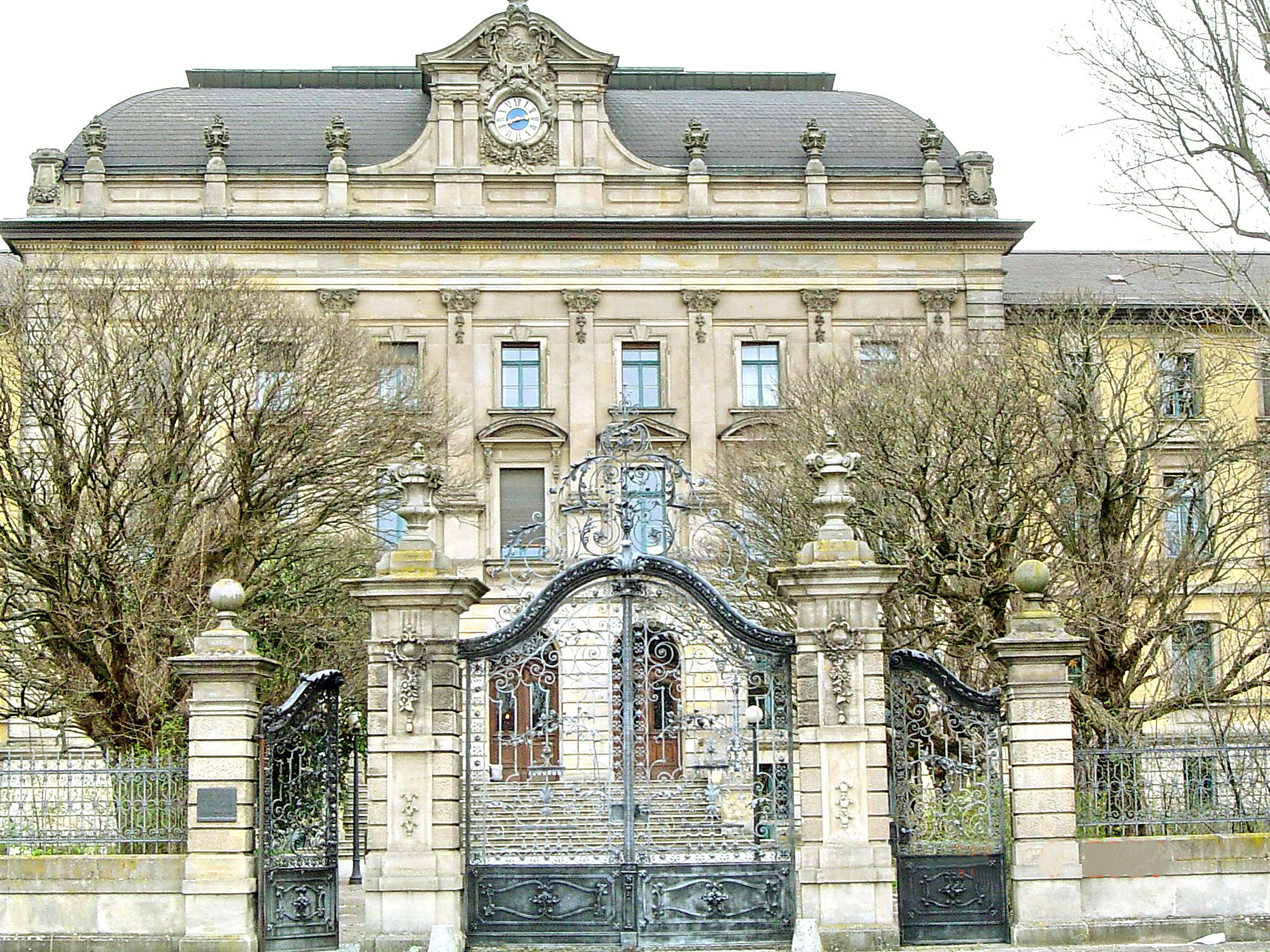
Markgräfin-Wilhelmine-Gymnasium
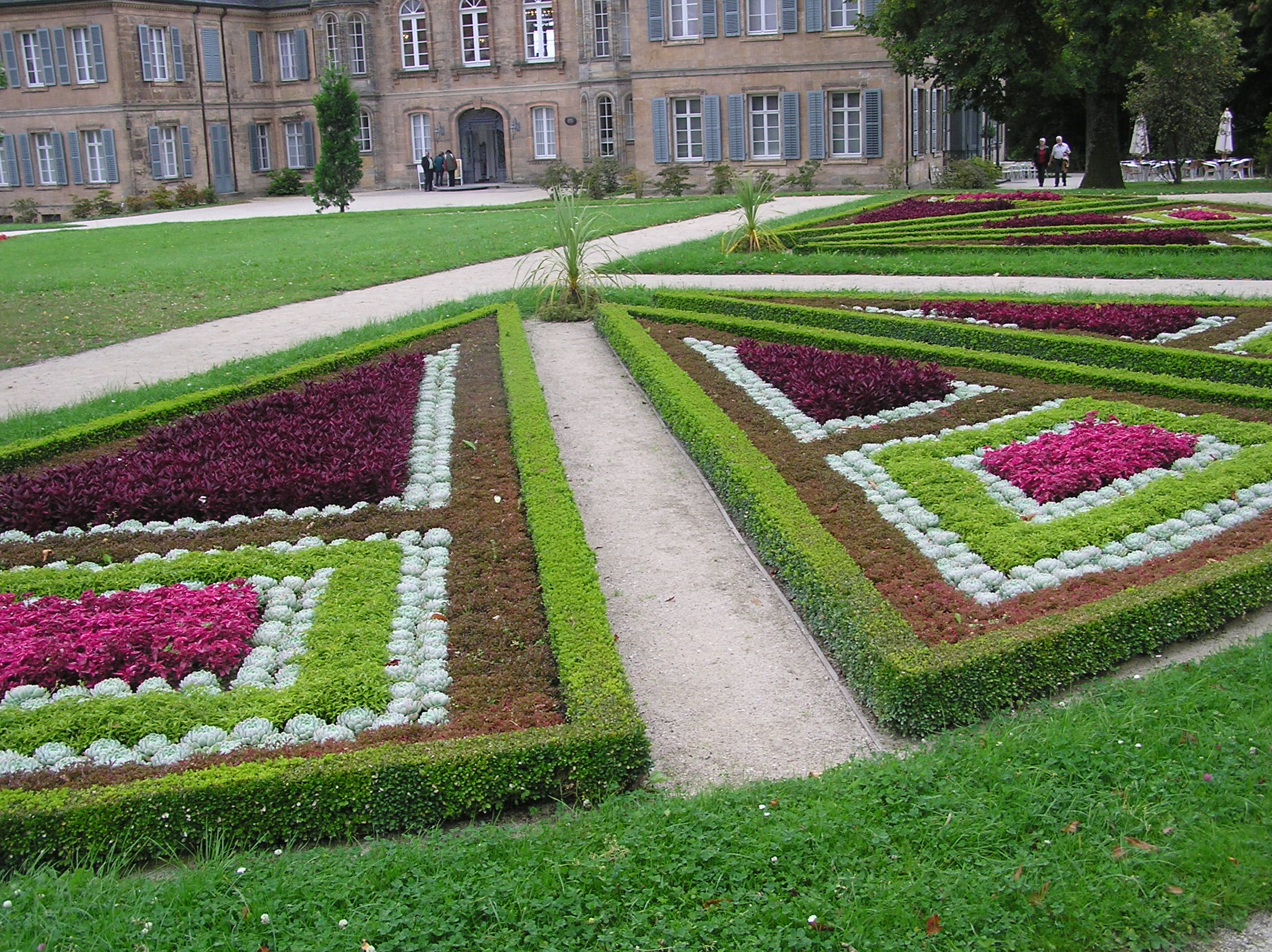
Teppichbeet vor Schloss Fantaisie, Donndorf

Auch in Bayern filmte man wieder an Schauplätzen, die schon von den vorherigen Filmen bekannt waren. Die Räumlichkeiten der ehemaligen Jugendherberge Schloss Ketschendorf wurden wieder als Wohnsitz der Familie Montrose bzw. Gwens Zimmer ausgestattet, und in den barocken Räumen des Markgräfin-Wilhelmine-Gymnasiums in Bayreuth wurden diesmal die Szenen der Bonfire Night im Jahr 1786 aufgenommen. Für die dazugehörigen Außenaufnahmen drehte man außerdem im Labyrinth des Schlosses Fantaisie in Donndorf.

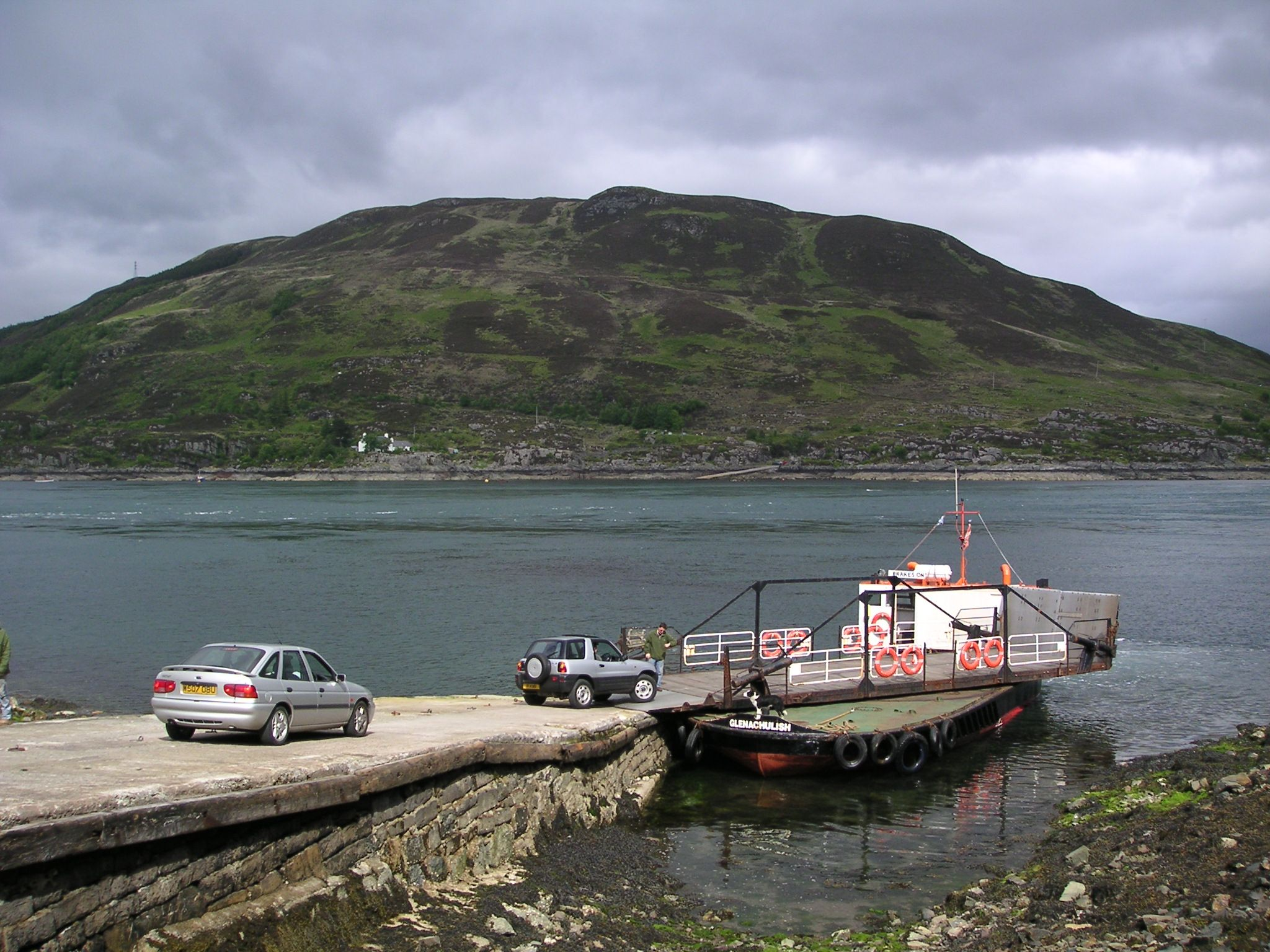
Fährhafen Glenelg, Schottland
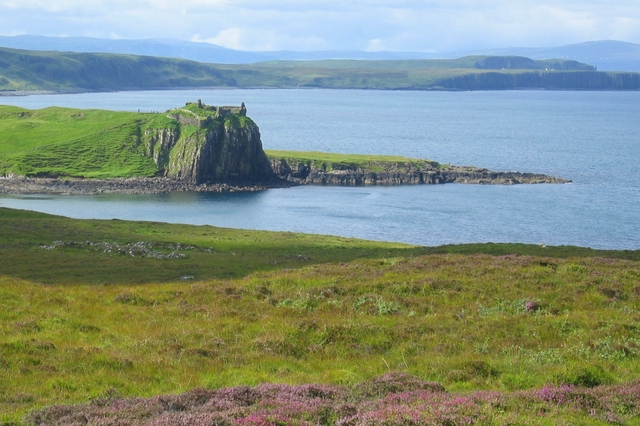
Duntulm Castle auf der Insel Skye, Schottland
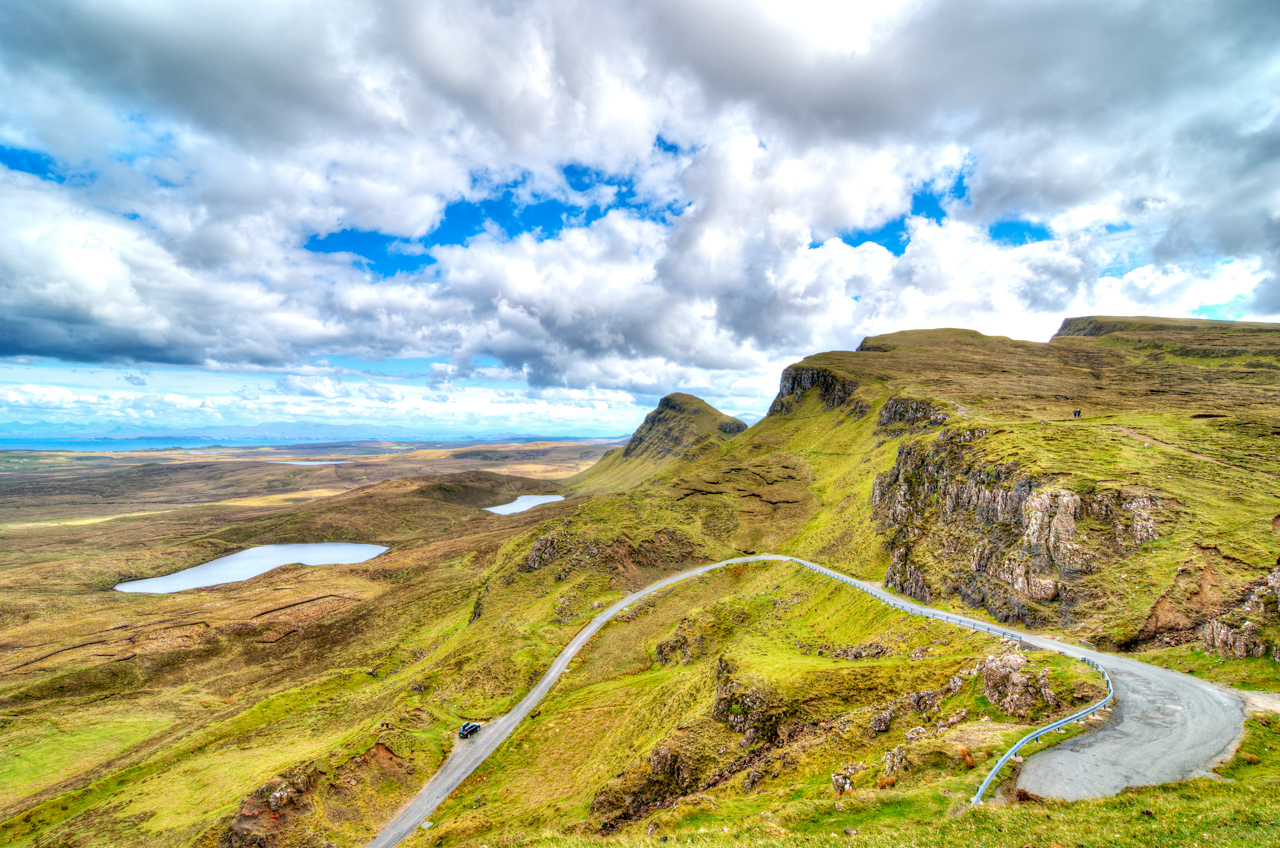
Quiraing auf der Insel Skye, Schottland

Die abschließenden Dreharbeiten fanden in Schottland statt, denn die Küstenlandschaften der Insel Skye dienten als Schauplatz von Lucy und Pauls Cottage. Auf der Glenelg Ferry drehte man die Überfahrt zu Gwens Versteck, am Strand unterhalb des Duntulm Castle fand die Beerdigungszeremonie statt und an den Klippen des Quiraing filmte man Gwens Kampftraining mit Paul sogar mithilfe eines 360-Grad-Drohnenfluges.

## Unterschiede zum Buch
| Buch | Film |
| --- | --- |
| Gwens Ziehmutter Grace, ihr 12-jähriger Bruder Nick und ihre 9-jährige Schwester Caroline spielen eine wichtige Rolle in ihrem Familienleben. So bringt Gwen z. B. von einer Zeitreise ein Häkelschwein von Lady Tilney für Caroline mit. Als Gwen ungewollt eine Befragung von Grace durch Falk de Villiers und weitere Mitglieder des Inneren Zirkels der Loge mit anhört, erfährt sie, dass sie nicht Grace‘ leibliche Tochter ist. | Caroline kommt nicht vor. Gwens Ziehmutter Grace, in den ersten beiden Teilen gespielt von Veronica Ferres, kommt nicht mehr vor. |
| Falk de Villiers ist Großmeister der Loge. | Nachdem Falk de Villiers bereits in Saphirblau durch William de Villiers ersetzt wurde, kommt er nicht mehr vor. Inzwischen hat sich Mr. Whitman selbst zum Großmeister gemacht, William de Villiers hat noch eine hervorgehobene Rolle als eine Art Sekretär. |
| Die Wächter der Loge, namentlich Falk de Villiers, Thomas George, Dr. White und selbst der junge Leo Marley sind überzeugt, dass der Graf als Ziel dieses Wohl der Menschheit verfolgt und dass sie selbst der Erreichung dieses ehrenwerten Ziels dienen. Als der Graf alias Mr. Whitman zuletzt die Maske fallen lässt, schließt er Falk de Villiers, Thomas George und Mr. Marley im Alchemielabor ein und schlägt Dr. White nieder, um freie Hand zu haben. | Neben Falk de Villiers kommen auch Thomas George, Dr. White und die Sekretärin Mrs. Jenkins nicht mehr vor. Mr. Whitman erklärt Gwendolyn auf ihre Frage, man habe „Widersacher“ entfernen müssen. Die von diesen „Widersachern“ gereinigte Loge strebt nach einer Art Weltherrschaft. |
| Gideon, der aus den ihm von Paul übergebenen Geheimdokumenten des Grafen schließt, dass Gwens Liebe zu ihm zu ihrem Tod führen soll, fängt Gwen am Eingang des Sitzes des Loge in der Gegenwart ab, und erklärt ihr, dass sie nur „gute Freunde“ sein sollten. | Gideon elapsiert mit Gwen im Chronografenraum ins Jahr 1955 und erklärt ihr dort, dass sie nur „gute Freunde“ sein sollen. |
| Die Geheimdokumente bleiben in Gideons Besitz. Die Wohnungsdurchsuchung und der Angriff auf Raphael kommen im Buch nicht vor. | Gideon versteckt die Geheimdokumente in seiner Wohnung. Die Wächter durchsuchen die Wohnung, schlagen dort Gideon Bruder Raphael nieder und bringen die Dokumente wieder an sich. |
| Bei dem Ball, den Gwen und Gideon im Jahr 1782 gemeinsam besuchen, sieht Gwen ihr schon früher in diesen Moment zurückgesprungenes Ich, das sich hinter einem Vorhang versteckt. Um sich selbst vor Entdeckung zu schützen, küsst sie Gideon. | Die Szene der Begegnung mit dem eigenen Ich, die aus der Perspektive der sich versteckenden Gwen in Rubinrot vorkommt, fehlt. |
| Vom ersten Sekretär der Loge im Jahr 1782 verraten, werden Gwen und Gideon von Lord Alastair angegriffen. Lord Alastair verwundet Gwen tödlich. Nach ihrem Rücksprung hat sie nur einen Kratzer. In der Folge begreifen Gwen, Gideon und ihre Vertrauten, dass Gwen unsterblich ist. | |
| Gwen kommt regelmäßig zum Elapsieren zur Loge der Wächter, wohnt zu Hause im Bourdon Place und geht zur Schule. | Gwen bricht den Kontakt zur Loge ab und kommt „wochenlang“ nicht mehr zum Elapsieren. Mr. Marley und ein weiterer Wächter versuchen Gwen auf ihrem Heimweg von der Schule aufzugreifen und zwangsweise zum Elapsieren zu bringen. Dabei macht Gwen einen zwar unkontrollierten, aber ihrem Wunsch nach Flucht entsprechenden Zeitsprung ins Jahr 1601. Mr. Bernhard bringt Gwen auf einer rasanten Flucht in das Cottage von Paul und Lucy.     |
| Charlotte versucht die Wächter von ihrer Vermutung zu überzeugen, dass Gwen den verschwundenen Chronografen bei sich versteckt. Gegen den Widerstand von Tante Maddy gewährt Lady Arista Mr. Marley und einem weiteren Mitglied der Loge Zutritt zu Gwens Zimmer. Sie konfiszieren die Kiste, in der sich der Chronograph noch am Vortag befunden hat. | Auf Charlottes Hinweis hin durchsuchen gegen Gwens Widerstand Mr. Marley und ein weiterer uniformierte Wächter Gwens Zimmer und durchwühlen alles. |
| Bei einem gemeinsamen Zeitsprung von Gwen und Gideon unter der Aufsicht der gutgläubigen Wächter Mr. George und Mr. Marley wird Gwen vom Grafen im Jahr 1782 festgehalten. Gideon soll das Blut von Lucy und Paul für ihn erpressen, um den Stein der Weisen mit dem so komplettierten Chronographen herstellen zu können. Der Graf erhält dabei weiter die Fiktion seines edlen und selbstlosen Ziels gegenüber Gwen und Gideon aufrecht. Während Gideon Abwesenheit vergiftet er Gwen mit einem tödlichen Getränk. | Gideon wird vom Grafen in der Vergangenheit gefangengenommen und eingekerkert. Bei seinem Rücksprung in die Gegenwart hält ihn Mr. Whitman weiter gefangen und dreht ein Video von ihm, um Gwen zu erpressen, ihm den Stein der Weisen zu bringen. |
| Gideon und Gwen impfen James A. P. Pimplebottom in der Vergangenheit gegen Pocken | Lucy und Gwen impfen James A. P. Pimplebottom gleich in der Eingangsszene. |
| Charlottes Verhalten bleibt gegenüber Gwen feindselig. Auf Cynthia Dales Geburtstagsparty lässt sie sich betrunken zum ersten Mal gehen. Gwen begreift Charlottes Liebeskummer. Ihre Empfindungen für Charlotte werden milder. | Nach Gideons Gefangennahme durch den Grafen entwickelt sich ein Vertrauensverhältnis zwischen den beiden Cousinen. Gwen beteiligt Charlotte an ihrem Plan zur Rettung Gideons. |
| Gideon schlägt bei einem Sprung ins Jahr 1912 sein früher dorthin gesprungenes Ich nieder, um zu verhindern, dass sein jüngeres Ich einen Brief an die Wächster übergibt, der die neue Identität von Lucy und Paul als Mr. und Mrs. Bernhard enttarnen soll. | Die Szene fehlt im Film. |
| Für gezielte Zeitreisen brauchen alle Zeitreisenden einen Chronographen. | Gwen entdeckt am Ende, dass sie auch ohne Chronographen gezielte Zeitreisen machen kann. |
| Als die von ihm in der Vergangenheit vergiftete Gwen in der Gegenwart wieder erwacht, begreift der Graf alias Mr. Whitman, dass sie unsterblich ist, solange sie nicht freiwillig in den Tod geht. Er versucht, sie mit der Androhung der Ermordung ihrer Lieben, allen voran Gideons, zu erpressen und will sie zum Suizid mit Zyankalikapseln bringen: Gideons Tod würde zu Gwens Tod führen. Bei dessen Rückkehr aus der Vergangenheit erschießt er daher Gideon. Der kurz zu sich gekommene Dr. White schlägt Mr. Whitman nieder. Gideon, der unter Lucys und Pauls Aufsicht den Stein der Weisen im Jahr 1912 zu sich genommen hat und somit wie Gwendolyn unsterblich geworden ist, kommt zu sich. | Die Szene kommt im Film nicht vor. Gwen und Gideon werden in der Bonfire Night von 1786 getötet. Dann erwacht Gwen wieder zum Leben und entdeckt, dass sie unsterblich ist. Sie kehrt in die Bonfire Night von 1786 zurück und heilt die Wunden des tödlich verletzten Gideon mit dem Stein der Weisen. Dass Gideon das Elexir trinkt und wie im Buch ebenfalls unsterblich wird, wird nur als alternativer Schluss nach dem Abspann angeboten. |
| Der Graf hat sich im 20. Jahrhundert in Südamerika plastischen Gesichtsoperationen unterzogen und dadadurch das Aussehen von Mr. Whitman bekommen. | Der Graf ist eine Art Formwandler und verwandelt sich, nachdem er Gwen und Gideon besiegt zu haben scheint, 1786 in die äußere Gestalt des Mr. Whitman. |
| Gwen ist als einzige in väterlicher und mütterlicher Linie Zeitreisende von vornherein unsterblich und kann nur freiwillig in den Tod gehen. | Gwen trinkt das Elexir aus dem Stein der Weisen in einem Café in den 1920er Jahren und wird dadurch wieder sterblich („Ein Unsterblicher trinkt eine Substanz die unsterblich macht und macht sich damit wieder sterblich“). |
| Während Gideon und Charlotte in ihrer Ausbildung auch Krav Maga gelernt haben, lernt Gwen keinen Kampfsport. Dr. White schlägt den Grafen alias Mr. Whitman in der Gegenwart nieder, Gideon fesselt ihn. | Gwen lernt Krav Maga, kehrt in die Bonfire Night von 1786 zurück und besiegt den Grafen. |

## Kritik
Im Gegensatz zum Vorgängerfilm fällt die Kritik der epd Film milder aus: Frank Arnold vergleicht Smaragdgrün mit dem Vorgänger Saphirblau, mit dem der Film sein Hauptthema, die Vertrauensfrage teile. Smaragdgrün gelinge eine Balance von Romantik und Action, während die komischen Einlagen sich in diesem Teil der Reihe in Grenzen halten. Nach wie vor werden die Qualitäten von US-amerikanischen Genrevorbildern wie Panem nicht ganz erreicht.

„Die Filmemacher haben darüber hinaus das Finale ihrer Trilogie mit einigen aktuellen Anspielungen versehen, die sich nicht in der Romanvorlage finden, so wenn die Loge auch an der Wall Street tätig ist, sich die finale Konfrontation während der Guy-Fawkes-Nacht zuträgt oder wenn einmal die ‚lückenlose Überwachung der Privatsphäre‘ angeprangert wird. Das geht zwar nicht so weit wie in der Tribute von Panem-Filmreihe, zeigt aber doch die Möglichkeiten, die die Gattung birgt.“

## Zuschauerzahlen und Einspielergebnis
Der Film hatte 546.530 Kinozuschauer und ein Einspielergebnis von 4,15 Millionen Euro.

## Besonderheiten
- Die Szene des „doppelten Ich“ aus Rubinrot während eines Balls bei Lord Pimplebottom wird weder in Saphirblau noch Smaragdgrün wieder aufgegriffen.
- Auch die Schlussszene aus den 1920er Jahren des Films Saphirblau erscheint nur als Schlussszene von Smaragdgrün und hängt nicht mit der eigentlichen Handlung zusammen.
- Nach dem Abspann gibt es einen Alternativschluss, der darin besteht, dass Gideon das Elixier trinkt und dadurch ebenfalls unsterblich wird.